# Hadancourt-le-Haut-Clocher
Hadancourt-le-Haut-Clocher é uma comuna francesa na região administrativa de Altos da França, no departamento de Oise. Estende-se por uma área de 8,67 km². Em 2010 a comuna tinha 383 habitantes (densidade: 44,2 hab./km²).